# Lorenzo Ebecilio
Lorenzo Leroy Ebecilio (* 24. září 1991, Hoorn, Nizozemsko) je nizozemský fotbalový útočník se surinamskými kořeny, hráč ukrajinského klubu Metalurh Doněck. Od léta 2014 hostuje v ruském týmu Mordovija Saransk.

## Reprezentační kariéra
Ebecilio byl členem nizozemských mládežnických výběrů.
V týmu Jong Oranje (nizozemská jedenadvacítka) debutoval 9. února 2011 v zápase proti České republice (porážka 0:1).